# あきしげゆ
あきしげゆは、宮崎県えびの市にある温泉である。

## 概要
当初は個人が所有する温泉であったが、1998年に一般客も利用可能な施設としてオープンした。『あきしげゆ』の名称はオーナー夫妻の名前から2文字ずつ取って名付けられた。
泉質はアルカリ性単純温泉（モール泉）の源泉かけ流しである。湯触りはぬるっとしており、細かい気泡が肌に付くのが特徴である。飲泉も可能である。
露天風呂には源泉と水風呂の檜風呂があり、温冷交互浴も可能である。

## 営業時間、定休日
10時から16時まで（最終受付は15時）。毎月7日から9日、9月27日、9月28日は定休日。

## アクセス
JR九州吉都線えびの駅から車で10分。